# Илюхин (хутор)
Илю́хин — хутор в Каменском районе Ростовской области.
Входит в состав Гусевского сельского поселения.

## Население
| 2010 |
| ---- |
| 69   |

## Улицы
На хуторе имеются две улицы: Береговая и Подгорная.